# ريان مارتن (لاعب كرة قدم)
ريان مارتن (بالإنجليزية: Ryan Martin)‏ هو لاعب كرة قدم ساموي، ولد في 4 سبتمبر 1993 في ساموا. لعب مع Hawke's Bay United FC ‏.

## وصلات خارجية
- ريان مارتن على موقع قاعدة بيانات كرة القدم.إي يو (الإنجليزية)
- ريان مارتن على موقع ناشيونال فوتبول تيمز (الإنجليزية)
- ريان مارتن على موقع Soccerway.com (الإنجليزية)